# Bernard Cahier
Bernard Cahier, né le 20 juin 1927 à Marseille et mort le 10 juillet 2008 à Thonon-les-Bains, est un journaliste et photographe français. Figure du paddock de la Formule 1 des années 1950, 1960 et 1970, ses clichés illustrent la plupart des ouvrages de référence sur l'histoire de la discipline.

## Biographie
Né à Marseille, fils d'un militaire de carrière, Bernard Cahier s'engage en 1944 dans la résistance alors qu'il n'est âgé que de 17 ans. À la libération, il rejoint la 2e division blindée du Général Leclerc dans laquelle il est chargé du déminage.
Il part ensuite poursuivre ses études à l'Université de Californie à Los Angeles où il rencontre Joan, qui deviendra sa femme. Passionné de sport automobile, il noue des contacts avec le milieu de la course en Californie et travaille pour l'importateur Roger Barlow chez qui il côtoie les futures stars de la Formule 1 que sont Phil Hill et Richie Ginther. Il effectue également ses premiers pas en compétition au volant d'une MG, mais sans grande réussite.
Bernard Cahier revient en France en 1952. Il effectue en fin d'année pour le compte d'une publication américaine son premier reportage sur la Formule 1 à l'occasion du Grand Prix d'Italie. À une époque où la Formule 1 est loin d'avoir le retentissement médiatique qu'elle aura plus tard et où les suiveurs réguliers de la discipline sont assez rares, Bernard Cahier ne tarde pas à sympathiser avec les grands noms de la discipline et devient lui-même une figure des paddocks. En plus de son travail de photographe qui est salué par le plus grand nombre (aujourd'hui, nombreux sont ses clichés qui figurent dans les ouvrages de référence sur l'histoire de la F1), il devient un acteur des coulisses, à tel point que la firme Goodyear en fera son consultant en relation publique.
Dans les années 1960 et 1970, Bernard Cahier devient d'ailleurs rapidement indissociable de la casquette bleu marine aux couleurs de la marque d'Akron qu'il porte en permanence. Dans ce rôle de public relation, il est également souvent crédité pour une innovation appelée à faire date dans les paddocks, celle des caravanes d'hospitalité ou motorhomes. Cette place importante dans les paddocks de la F1 lui vaut d'apparaitre régulièrement, ainsi que sa fille Michèle, dans les épisodes de la bande dessinée Michel Vaillant et même dans la production hollywoodienne Grand Prix de John Frankenheimer où il joue son propre rôle aux côtés de sa femme et de sa fille.
En 1967, il termine premier de la Targa Florio, catégorie Grand Tourisme sur Porsche 911S (2L., à un tour du vainqueur et 7e au général avec Jean-Claude Killy); il avait déjà remporté cette même catégorie à l'issue de l'édition 1960 de la course, sur D.B. HBR Coupé avec Gérard Laureau (de), lui-même multiple vainqueur de classe 750 cm3 (mais aussi 850 cm3 et 1 L) au Mans, à Sebing, au Nürburgring... toujours sur DB.
À partir de 1968, il contribue au développement de la profession de photographe de sport automobile en créant l'International Racing Press Association, sorte de syndicat des photographes de Grand Prix destiné à faciliter les conditions d'exercice de la profession.
Au début des années 1980, à la suite du non-renouvellement de son contrat avec Goodyear et de la dégradation des conditions d'exercice de son travail, il préfère mettre un terme à son activité en Formule 1 et passe le flambeau à son fils Paul-Henri, qui deviendra à son tour l'un des photographes les plus réputés de la F1.

## Ouvrages
- Bernard Cahier, Xavier Chimits et Paul-Henri Cahier, Pilotes légendaires de la formule 1, Paris, Editions Tana, 2006, 221 p. (ISBN 2-84567-348-5)
- Bernard Cahier et Xavier Chimits (trad. du français), Mes meilleurs souvenirs, Toulouse France, Editions Drivers, 11 janvier 2006, 203 p. (ISBN 2-35124-006-5)
- (en) Bernard Cahier, F-stops, pit stops, laughter & tears : memoirs of an automotive photojournalist, vol. 2, Butler, Maryland, Autosports Marketing Associates, 2006 (ISBN 0-9760392-2-2)